# Алавердская епархия
Алаве́рдская епа́рхия (груз. ალავერდის ეპარქია) — епархия Грузинской православной церкви. Объединяет приходы и монастыри на территории с Ахметского и Телавского муниципалитетов Грузии.

## История

### Древняя кафедра
Уже в VI веке святитель Иосиф Алавердский, один из тринадцати сирийских отцов-основателей грузинского монашества, упоминаемый как епископ Алавердский. Первые сведения о кафедре в Алавердском монастыре относится к 1124 году, когда в завещании святого царя Давида IV Строителя упоминается епископ Симеон Бедийско-Алавердский. Вскоре епископ Алавердский становится фактически главой Церкви всего Кахетинского царства, являясь активным участником политической и культурной жизни. Алавердскую кафедру возглавляли, как правило, представители влиятельных кахетинских княжеских родов (Авалишвили, Макашвили, Чолокашвили, Андроникашвили). Алавердский епископ обладал высоким статусом среди других грузинских архиереев — в «Памятниках грузинского права» зафиксировано, что в XIII веке Алавердский архиепископ занимал среди них 6-е место после католикоса Грузии, Чкондидского епископа, митрополита Армении, архиепископа Картли и Ацкурского епископа.
Алавердская была одной из крупнейших епархий в средневековой Кахети, граничившая на северо-востоке с Кавказским хребтом и рекой Стори (левый приток Алазани, см. Большой Борбало), на юго-востоке с рекой Турдо (правый приток Алазани), на западе и юго-западе с Кахетинским и [его орологическим продолжением] Циви-Гомборским хребтами. Кроме центрального района Кахети в неё входил Туш-Пшав-Хевсурети.
В период с 1230-х годов до XV века об Алавердской епархии не сохранилось никаких сведений из-за частых вторжений монголов (1235—1330-е) и войск Тимура (кон. XIV — нач. XV в.), принесшими сильные разрушения и полное прекращение церковной жизни.

### XV—XIX века
Епархия была восстановлена основоположником кахетинской династии Багратиони царём Георгием VIII (1466—1476); разрушенный храм святого Георгия был восстановлен его преемником, царём Александром I (1476—1511). Первенствовавшая в царстве Кахети, Алавердская епархия попыталась выйти из-под власти Мцхетского Католикосата, однако эти стремления Алавердских епископов пресекались католикосами-патриархами всея Грузии Давидом V, Доментием I и Николаем VII (Бараташвили).
В 1616 году Алаверди был разрушен и ограблен вторгшимися войсками иранского шаха Аббаса I, сам монастырь персы превратили в крепость. В середине XVII века территория епархии была заселена тюркскими племенами. После восстания в Кахети в 1660 году удалось избавиться от турецкого засилья, но нанесенный ущерб был так велик, что епархия была восстановлена лишь к конце века, и вскоре Алаверди был снова разорен лезгинами. На рубеже XVII—XVIII веков в границах Алавердского монастыря возник женский монастырь во имя Хахульской иконы Богоматери.
В правление царя Ираклия II Багратиони (1744—1798) католикос-патриарх всея Грузии Антоний II (Багратиони) совмещал и полномочия Алавердского епископа, что сильно способствовало хозяйственно-экономическому укреплению епархии.
В 1811 году, когда автокефалия Грузинской Церкви была упразднена, и она перешла в ведение Грузино-Имеретинской Синодальной конторы Русской Православной Церкви, территория епархии была соединена с Кахетинской и кафедра и переименована в Алавердскую и Кахетинскую. 30 августа 1814 года — слита с Телавской епархией и переименована в Телавскую и Алавердскую с кафедрой в Телави, в 1818 году — с Бодбийско-Сигнахской епархией. 18 декабря 1828 года Алавердская епархия была упразднена.

### Алавердское викариатство
13 (21) марта 1886 года по всеподданнейшему докладу Святейшего правительствующего синода была учреждена Алавердская викарная кафедра как второе викариатство Карталинской и Кахетинской епархии Грузинского экзархата. Викариатство было полусамостоятельным. Территория Алавердского викариатства охватывала всю юго-восточную часть Грузии (современные районы: Ахметский, Телавский, Сагареджойский, Гурджаанский, Кварельский, Лагодехский, Сигнахский, Дедоплис-Цкаройский).
Резиденцией епископов Алавердских был монастырь Шуамта, кафедральным храмом — Алавердский собор в честь Воздвижения Креста Господня.

### XX—XXI века
В 1912 году епархия была вновь восстановлена как самостоятельная. Очевидно она была вскоре вновь обращена в викарную, так как по указу от 10 декабря 1915 года Пирр (Окропиридзе) был вновь назначен Алавердским епископом — 4-м викарием Грузинской епархии.
В сентябре 1917 года на Всегрузинском Церковном Соборе была возрождена самостоятельная Алавердская кафедра. В 1920-е годы, во время гонений на Церковь, епархия была вновь упразднена и восстановлена в 1940-е годы.
В настоящее время епархиальные границы совпадают с Ахметским и Телавским районами Грузии. Кафедральный Алавердский собор расположен в Алавердской долине, в 20 км от Телави, на месте бывшего Алавердского монастыря. Архиерейская резиденция епархии находится в Телави.
По словам митрополита Давида (Махарадзе):

Алавердская епархия — это сложный регион. Большинство населения у нас мусульмане. В одном из ущелий христиан и вообще грузин совсем мало — буквально несколько семей осталось. Туда, конечно, заходят пастыри для совершения Литургии, но христианской активности там очень мало. Со священниками едет и паства из митрополии, с хором, чтобы Литургия всё-таки совершилась и чтобы до этих семей тоже дошла благодать Божия. Мы едем, чтобы утешить их, чтобы они не чувствовали себя оставленными.

## Епископы
- Иосиф (ум. 570)
- Симеон (упом. 1124)
- Иоанн (1511)
- Евфимий (1522)
- Николай (1578)
- Кирилл (1579)
- Иоанн (Авалишвили) (1612)
- Зеведей II (1639)
- Арсений (Авалишвили) (1651—1660)
- Григорий (1670)
- Николай (Андроникашвили) I (1685—1694)
- Николай (Чолокашвили) I (1695—1711)
- Иоанн (Макашвили) (1712)
- Николай (Чолокашвили) II (1724—1728)
- Захария (Андроникашвили) (1733—1734)
- Николай (Андроникашвили) II (1736—1757)
- Зинон (1761—1782)
- Николай (Андроникашвили) III (1784)
- Антоний (Багратиони) (1784—1811) с 1788 — католикос-патриарх всея Грузии
- Иоанн (Бобдель-Макаев) (14 июля 1811, по другим данным, 30 июня 1811[6] — 30 августа 1814)
- Досифей (Пицхелаури) (30 августа 1814 — 14 мая 1817)[6]

Алавердское викариатство
- Виссарион (Дадиани) (1 марта 1886, по другим данным, 12 июня 1885[6] — 6 июня 1898)
- Кирион (Садзаглишвили) (23 августа 1898 — 12 августа 1900)
- Димитрий (Абашидзе) (23 апреля 1902 — 4 ноября 1903)
- Евфимий (Елиев) (30 ноября 1903 — 9 (19[6]) мая 1905)
- Петр (Кончуев) (13 ноября 1905 — 6 апреля 1907)
- Давид (Качахидзе) (4 ноября 1907 — 17 апреля 1912)
- Пирр (Окропиридзе) (15 января 1916 — 16 сентября 1917, по другим данным, 11 марта 1916[6])

Алавердская епархия
- Пирр (Окропиридзе) (16 сентября 1917 — 28 апреля 1922)
- Давид (Качахидзе) (9 марта — 1 ноября 1924)
- Иоанн (Маргишвили) (7 апреля — 15 октября 1925)
- Мелхиседек (Пхаладзе) (14 октября 1925 — 17 октября 1927)
- Ефрем (Сидамонидзе) (19 сентября 1927 — 26 марта 1928)
- Стефан (Карбелашвили) (1928—1929)
- Гавриил (Чачанидзе) (15 февраля 1951 — 1953)
- Димитрий (Иашвили) (1957—1958) в/у, епископ Бодбийский
- Давид (Бурдиладзе)[груз.] (14 октября 1958 — апрель 1963)
- Роман (Петриашвили) (28 августа 1967 — 7 октября 1971)
- Григорий (Церцвадзе) (22 мая 1976 — 1 февраля 1991)
- Афанасий (Чахвашвили) (12 мая 1992 — 1 сентября 1993)
- Давид (Махарадзе) (с 1 сентября 1993)